# Kalnik
Kalnik (maďarsky Nagykemlék) je vesnice a správní středisko stejnojmenné opčiny v Chorvatsku v Koprivnicko-križevecké župě. Nachází se asi 14 km severozápadně od města Križevci. V roce 2011 žilo v Kalniku 325 obyvatel, v celé opčině pak 1 351 obyvatel.
Součástí opčiny je celkem osm trvale obydlených vesnic.
- Borje – 137 obyvatel
- Kalnik – 325 obyvatel
- Kamešnica – 188 obyvatel
- Obrež Kalnički – 139 obyvatel
- Popovec Kalnički – 98 obyvatel
- Potok Kalnički – 180 obyvatel
- Šopron – 162 obyvatel
- Vojnovec Kalnički – 122 obyvatel

V Kalniku končí slepá župní silnice Ž2138. Severně od Kalniku se nachází hrad Stari grad Veliki Kalnik a stejnojmenné pohoří s horami Vranilac (643 m) a Vuklec (572 m).